# Escudo de Guinea Ecuatorial
El escudo de armas de Guinea Ecuatorial fue aprobado el 12 de octubre de 1968. Es un campo de plata que muestra un árbol de seda del algodón o árbol del semul en sus colores naturales. Las seis estrellas de seis puntas representan a las cinco islas y la tierra firme que forman el territorio de Guinea Ecuatorial. Abajo aparece, escrito en una cinta, el lema nacional en castellano: “Unidad, Paz, Justicia”.
El escudo, muy parecido al utilizado durante la época colonial, fue cambiado durante la dictadura de Francisco Macías Nguema (1972-1979) por otro de reminiscencias más africanistas, con herramientas y armas tradicionales, un gallo (símbolo del P.U.N.T., el partido de Macías Nguema), y la palabra "Trabajo" añadida al lema nacional, y restaurado posteriormente en agosto de 1979 tras el derrocamiento de Macías.

## Escudos históricos

Escudo de los Territorios del Golfo de Guinea, actual Guinea Ecuatorial, en el periodo español.
Escudo de la provincia española de Río Muni.
Escudo durante la época de Macías.